# Чичикастенанго
Чичикастенанго (исп. Santo Tomas de Chichicastenango, "крапивное место") — город и муниципалитет в департаменте Киче, Гватемала.
Расположен примерно в 140 км к северо-западу от столицы страны, города Гватемала, на высоте 1965 м над уровнем моря. Численность населения города по данным на 2010 год составляет 45 549 человек.
По данным на 2012 год 98,5 % населения муниципалитета составляли индейцы киче. 92 % населения владели языком киче и 8 % — говорили только по-испански. При этом, 71 % населения были двуязычными и владели как языком киче, так и испанским, а 21 % населения говорили только на киче.

### История
Чичикастенанго был основан племенем Киче, которые имигрировали на эту территорию в бегстве от нападок Утитлан. С ранних времен женщины обучились искусству ткачества. Национальная одежда пончо - хуипиль (huipil) несет в себе символы отражающие Вселенную, кукурузу,  стороны света, солнце и боготворимую птицу-кетцаль. Мужчины ткали ремни и шерстяные куртки для своих костюмов. Город знаменит производством своих деревянных масок, которые используются танцорами для ритуалов, которые проходят и в сегодняшний день. 